# Nazionale maschile di pallamano della Francia
La nazionale di pallamano maschile della Francia è la rappresentativa pallamanistica maschile della Francia ed è posta sotto l'egida della Federazione francese di pallamano (Fédération française de handball) e rappresenta il paese nelle varie competizioni ufficiali o amichevoli riservate a squadre nazionali.
Con sei titoli mondiali conquistati è la nazionale più titolata al mondo, davanti a Svezia e Romania, ferme a quattro. Nel suo palmarès figurano anche quattro titoli europei, tre medaglie d'oro, una medaglia d'argento e un bronzo olimpico.

## Palmarès

### Olimpiadi
- (2008, 2012, 2020)
- (2016)
- (1992)

### Mondiali
- (1995, 2001, 2009, 2011, 2015, 2017)
- (1993, 2023)
- (1997, 2003, 2005, 2019, 2025)

### Europei
- (2006, 2010, 2014, 2024)
- (2008, 2018)

### Competizioni principali
- 1936: non qualificata
- 1972: non qualificata
- 1976: non qualificata
- 1980: non qualificata
- 1984: non qualificata
- 1988: non qualificata
- 1992:  3º posto
- 1996: 4º posto
- 2000: 6º posto
- 2004: 5º posto
- 2008:  Campioni
- 2012:  Campioni
- 2016  2º posto
- 2020:  Campioni
- 2024: 8º posto

- 1938: non qualificata
- 1954: 6º posto
- 1958: 9º posto
- 1961: 8º posto
- 1964: 13º posto
- 1967: 10º posto
- 1970: 12º posto
- 1974: non qualificata
- 1978: 16º posto
- 1982: non qualificata
- 1986: non qualificata
- 1990: 9º posto
- 1993:  2º posto
- 1995:  Campioni
- 1997:  3º posto
- 1999: 6º posto
- 2001:  Campioni
- 2003:  3º posto
- 2005:  3º posto
- 2007: 4º posto
- 2009:  Campioni
- 2011:  Campioni
- 2013: 6º posto
- 2015:   Campioni
- 2017:   Campioni
- 2019:  3º posto
- 2021: 4º posto
- 2023:  2º posto
- 2025:  3º posto

- 1994: 6º posto
- 1996: 7º posto
- 1998: 7º posto
- 2000: 4º posto
- 2002: 6º posto
- 2004: 6º posto
- 2006:  Campioni
- 2008:  3º posto
- 2010:  Campioni
- 2012: 11º posto
- 2014:  Campioni
- 2016: 5º posto
- 2018:  3º posto
- 2020: 14º posto
- 2022: 4º posto
- 2024:  Campioni

## Tutte le rose

### Campionato mondiale
Campionato mondiale 20175 Remili, 6 Nyokas, 8 Narcisse, 12 Gérard, 13 N. Karabatić, 14 Mahé, 16 Omeyer, 17 N'Guessan, 18 Accambray, 19 Abalo, 20 Sorhaindo, 21 Guigou, 22 L. Karabatić, 23 Fabregas, 27 Dipanda, 28 Porte, CT: Dinart

## Rosa
Di seguito la squadra che ha partecipato ai Mondiali 2023
Head coach:  Guillaume Gille
| N. | Pos. | Nome               | Data di nascita (età)      | Altezza | Pres. | Reti | Squadra                    |
| -- | ---- | ------------------ | -------------------------- | ------- | ----- | ---- | -------------------------- |
| 2  | RW   | Yanis Lenne        | 29 giugno 1996 (26 anni)   | 1.88 m  | 34    | 54   | Montpellier Handball       |
| 5  | CB   | Nedim Remili       | 18 luglio 1995 (27 anni)   | 1.95 m  | 99    | 299  | Łomża Industria Kielce     |
| 7  | LB   | Romain Lagarde     | 5 marzo 1997 (25 anni)     | 1.94 m  | 68    | 82   | Pays d’Aix UC              |
| 8  | LB   | Elohim Prandi      | 24 agosto 1998 (24 anni)   | 1.93 m  | 10    | 24   | Paris Saint-Germain        |
| 9  | RB   | Melvyn Richardson  | 30 gennaio 1997 (25 anni)  | 1.90 m  | 58    | 126  | Barcelona                  |
| 10 | RB   | Dika Mem           | 31 agosto 1997 (25 anni)   | 1.94 m  | 94    | 293  | Barcelona                  |
| 11 | P    | Nicolas Tournat    | 5 aprile 1994 (28 anni)    | 2.00 m  | 68    | 133  | Łomża Industria Kielce     |
| 12 | GK   | Vincent Gérard     | 16 dicembre 1986 (36 anni) | 1.89 m  | 137   | 18   | Saint-Raphaël Var Handball |
| 13 | LB   | Nikola Karabatić   | 11 aprile 1984 (38 anni)   | 1.96 m  | 337   | 1259 | Paris Saint-Germain        |
| 14 | CB   | Kentin Mahé        | 22 maggio 1991 (31 anni)   | 1.86 m  | 147   | 479  | Telekom Veszprém           |
| 15 | LW   | Mathieu Grébille   | 6 ottobre 1991 (31 anni)   | 1.98 m  | 79    | 121  | Paris Saint-Germain        |
| 16 | GK   | Charles Bolzinger  | 14 dicembre 2000 (22 anni) | 1.98 m  | 0     | 0    | Montpellier Handball       |
| 21 | CB   | Kyllian Villeminot | 20 maggio 1998 (24 anni)   | 1.89 m  | 0     | 0    | Montpellier Handball       |
| 22 | P    | Luka Karabatić     | 19 aprile 1988 (34 anni)   | 2.02 m  | 130   | 155  | Paris Saint-Germain        |
| 23 | P    | Ludovic Fabregas   | 1º luglio 1996 (26 anni)   | 1.98 m  | 113   | 241  | Barcelona                  |
| 28 | RW   | Valentin Porte     | 7 settembre 1990 (32 anni) | 1.90 m  | 167   | 391  | Montpellier Handball       |
| 29 | RW   | Benoît Kounkoud    | 19 febbraio 1997 (25 anni) | 1.90 m  | 33    | 48   | Łomża Industria Kielce     |
| 31 | LW   | Dylan Nahi         | 30 novembre 1999 (23 anni) | 1.92 m  | 27    | 66   | Łomża Industria Kielce     |
| 39 | LB   | Thibaud Briet      | 14 dicembre 1999 (23 anni) | 2.05 m  | 13    | 12   | HBC Nantes                 |
| 92 | GK   | Rémi Desbonnet     | 28 febbraio 1992 (30 anni) | 1.82 m  | 12    | 1    | Montpellier Handball       |